# Бариніна Марина Валеріївна
Мари́на Вале́ріївна Бари́ніна — директор департаменту внутрішнього аудиту та фінансового контролю, МОУ.

## Нагороди
За особисту мужність і героїзм, виявлені у захисті державного суверенітету та територіальної цілісності України, вірність військовій присязі під час бойових дій та при виконанні службових обов'язків, відзначена —
- 13 серпня 2015 року — почесним званням заслуженого економіста України.